# آلاله کالیفرنیا
آلاله کالیفرنیا (نام علمی: Ranunculus californicus) نام یک گونه از سرده آلاله است.